# Viva Rio
Viva Rio is een niet-gouvernementele organisatie in Rio de Janeiro, Brazilië. De organisatie werd in december 1993 opgericht om het groeiende geweld in de stad tegen te gaan.

## Achtergrond
De organisatie wil de verdeelde samenleving bij elkaar brengen en heeft zich tot doel gesteld een cultuur van vrede te kweken en sociale ontwikkeling op gang te brengen door werk ter plekke, onderzoek en het formuleren van publiek beleid.
De organisatie heeft zich in de loop van de jaren uitgebreid naar meerdere landen waaronder Haïti. Het werk van Viva Rio werd in 2000 samen met Francisco Toledo en Jaime Lerner bekroond met de Grote Prins Claus Prijs binnen het thema stedelijke helden.